# Саруханов Ігор Арменович
Ігор Арменович Саруханов (нар. 6 квітня 1956, Самарканд) — радянський і російський поп-рок-співак, композитор та поет. Заслужений артист Росії (1997), член Союзу письменників Росії, член Спілки композиторів Росії.

## Біографія

### Родина
Ігор Саруханов народився 6 квітня 1956 року в Самарканді, має вірменське коріння. Предки по материнській лінії походять з Ґоріса, а предки по батьківській — з Степанакерта. Прадід по батьку був заможною людиною, займався зерном, лісом, обробкою каменю, мав у підпорядкуванні декілька заводів та фабрик. У 1921—1922 роках, під час голоду у Поволжі, він відправляв туди склади зерна зі своїх фабрик. Під час масових репресій, щоб уникнути арешту і розстрілу, він знищив всі документи і відмовився від власного майна.
- Батько — Армен Ваганович Саруханян (1930—1991), вчений, кандидат технічних наук, викладав у технічному вузі.
- Мати — Роза Ашотівна Саруханова (1932—1991), викладач російської мови та літератури.
- Дружина — Тетяна Анатоліївна Саруханова (1975), член Спілки художників Росії.
  - Донька Розалія Ігорівна Саруханова (2015)[5].
  - Донька — Любов Ігорівна Саруханова (2008)[6].
- Брат — Ваган Арменович Саруханов (1960).
  - Племінник — Олег Ваганович Саруханов.
  - Племінниця — Тетяна Вагановна Саруханова.

### Дитинство, юність і рання творчість
Ігор Саруханов народився в Самарканді, але прожив там недовго. Коли йому виповнилося 4 роки, сім'я, у зв'язку з необхідністю захисту батьківській дисертації, переїхала до Москви. Майбутній співак закінчив музичну школу № 1 по класу класичної гітари в Долгопрудному. У дитинстві давав концерти самодіяльності, отримуючи за них гроші, за що директор школи хотів його вигнати. Користувався повагою серед місцевих хуліганів за те, що грав на танцях.
Батьки боялися віддавати сина в армію і влаштували його в Ансамбль пісні і танцю Московського військового округу, де він познайомився зі Стасом Наміним. Незабаром після цього в 1979 році він потрапив до ансамблю «Синій птах», пізніше звідти до групи Стаса Наміна(«Цвєти»), де виступав до 1982 року. У 1982 році Ігор Саруханов разом з іншими незадоволеними членами групи Стаса Наміна Олександром Слізуновим, Володимиром Васильовим та Михайлом Файнзильбергом заснував групу «Коло»(Круг), що проіснувала до 1984 року та була розформована за наказом Міністерства культури СРСР.

### Сольна творчість
Сольна кар'єра Ігоря Саруханова почалася в 1985 році в рамках програми Всесвітнього фестивалю молоді і студентів в Москві (на ньому він став володарем першої премії у конкурсі за кращу пісню про Москву — «Московський простір»). У 1986 році вийшов перший диск-гігант співака «Якщо нам по дорозі». З цього моменту він почав активно гастролювати, отримав звання лауреата фестивалю «Братиславська ліра». У 1984 році на фестивалі у Сопоті був відзначений першою премією як автор пісні «Позаду крутий поворот». У 1990 році на пісню Ігоря Саруханова «Barber» був знятий перший професійний відеокліп (режисер Михайло Хлебородов).

### Поетична кар'єра
Як поет і композитор працював з Тинісом Мягі, з Сергієм Челобановим, Анне Вескі, гуртом «Комбінація», Олександром Маршалом, Батирханом Шукеновим, з групою «А'Студіо», Олексієм Чумаковим, з групою «Город 312», з Миколою Трубачем та іншими артистами.

## Громадянська позиція
У березні 2018 року незаконно відвідав окупованому російськими військами Горлівку з концертом, присвяченому Міжнародному жіночому дню 8 березня.

## Твори

### Дискографія
- Вінілові платівки
  - 1987 — Якщо нам по дорозі
  - 1989 — Зелені очі
  - 1991 — Я хочу побути один
- CD
  - 1993 — Кращі пісні (збірка)
  - 1994 — Кращі пісні 2 (збірник)
  - 1994 — Навіщо повернулася ти?
  - 1995 — Музика для дискотек
  - 1997 — Скрипка — лисиця[9]
  - 1999 — Це не любов
  - 2001 — Човник, пливи
  - 2002 — Grand Collection (збірник)
  - 2003 — Улюблені песни.ги (збірник)
  - 2004 — Нова колекція (збірник)
  - 2004 — Новий альбом
  - 2004 — Любовний настрій (збірник)
  - 2007 — Біографія почуттів
  - 2010 — Червоні вітрила
  - 2012 — Чорні, білі смуги

## Фільмографія
- 1980 — «Фантазія на тему кохання» — співак, музикант ансамблю «Фокус»
- 1997 — «Новітні пригоди Буратіно» — П'єро
- 2012 — «Шляховики-3»